# Kościół św. Franciszka a Ripa
Kościół św. Franciszka a Ripa (wł. Chiesa di San Francesco a Ripa) – rzymskokatolicki kościół w Rzymie na Zatybrzu, od 1960 tytularny kościół kardynalski, ustanowiony przez papieża Jana XXIII.
Świątynia ta jest kościołem parafialnym (od 1906 roku) oraz kościołem tytularnym.

## Lokalizacja
Kościół znajduje się w XIII Rione Rzymu – Zatybrze (Trastevere) przy Piazza San Francesco di Assisi 88.

## Historia
Kościół znajduje się w sąsiedztwie portu rzecznego na Tybrze, nazywanego Ripa Grande. Ufundowany w XI wieku, jako kościół szpitalny pod wezwaniem św. Błażeja. Odnowiony został i dedykowany św. Franciszkowi Asyskiemu, który według źródeł średniowiecznych, miał nocować w przyległym przytulisku w 1209 oraz w 1223, podczas wizyt u papieży Innocentego III i Honoriusza III. Obecna budowla jest konstrukcją siedemnastowieczną, powstałą według projektów Onorio Longhi (bryła nawy głównej z 1603) oraz Mattia de Rossi (fasada, lata 1681-1701).

## Architektura i sztuka
Wnętrze kościoła jest trójnawowe.
Barokowy ołtarz główny pochodzi z 1746 roku. Drewniany posąg na ołtarzu przedstawiający św. Franciszka w towarzystwie aniołów jest datowany na 1550 rok, został on wykonany przez franciszkanina Diego da Careri.
Kościół znany jest z rzeźby bł. Ludwiki Albertoni autorstwa Giovanniego Lorenzo Berniniego. Dzieło powstało na zamówienie kardynała Paluzzo Paluzzi-Altieri, spokrewnionego z papieżem Klemensem X, w latach 1671-1675. Barokowa statua mistyczki umieszczona została na jaspisowej rzeźbionej podstawie w jednej z kaplic. Według wskazań Berniniego światło pada z dwóch ukrytych okien, co daje wrażenie podobne do tego, jakie artysta uzyskał przy Ekstazie świętej Teresy z Kościoła Matki Bożej Zwycięskiej. Dekorację samej kaplicy wykonał Giovanni Battista Gaulli.
W zakrystii kościoła przechowywana jest ikona Świętego Franciszka z XIII wieku, przypisywana Margaritone d'Arezzo. W świątyni pochowani są wikariusz apostolski Antonin z Patti oraz artysta Giorgio de Chirico. W klasztorze przy kościele mieszkał i zmarł mistyk franciszkański św. Karol z Sezze.

## Kardynałowie prezbiterzy
Kościół św. Franciszka a Ripa jest jednym z kościołów tytularnych nadawanych kardynałom-prezbiterom (Titulus Sancti Francisci Assisiensis ad Ripam Maiorem). Tytuł ten został ustanowiony 12 marca 1960 roku.
- Laurean Rugambwa (1960-1997)
- Norberto Rivera Carrera (1998-nadal)